# Желвата
Желвата (устар. Желватая, Елнать, Елнат, Желватая Елнать, Елнат-Желтоватая) — река в России, протекает по Островскому, Кадыйскому районам Костромской и Кинешемском районе Ивановской областей. Длина реки составляет 77 км, площадь водосборного бассейна — 447 км². Устье реки находится в 2396 км по левому берегу Горьковского водохранилища (залив реки Желваты). В тот же залив впадает Нодога, ранее бывшая правым притоком Желваты.
Река начинается слиянием Пороньжи и Елнати к северу от деревни Дымница. Высота истока — 122 м над уровнем моря. Течёт на юг.
На стыке рек Желвата, Вотгать, Нёмда расположены Котловские болота (болотные массивы Котловское и Липняговское), одни из наиболее крупных ценных водно-болотных угодий Костромской области.

## Данные водного реестра
По данным государственного водного реестра России относится к Верхневолжскому бассейновому округу, водохозяйственный участок реки — Волга от города Кострома до Горьковского гидроузла (Горьковское водохранилище), без реки Унжа, речной подбассейн реки — Волга ниже Рыбинского водохранилища до впадения Оки. Речной бассейн реки — (Верхняя) Волга до Куйбышевского водохранилища (без бассейна Оки).
Код объекта в государственном водном реестре — 08010300412110000013797.